# Eduard Sievers
Pour les articles homonymes, voir Sievers.
Georg Eduard Sievers (né le 25 novembre 1850 à Lippoldsberg, Électorat de Hesse - mort le 30 mars 1932, à Leipzig) est un linguiste et philologue des langues classiques et germaniques. Il a été professeur aux universités de  Halle (1871), Tübingen (1883), Iéna (1887) et Leipzig (1892). Il fit partie dès 1892 du cercle des néogrammairiens de l'école de Leipzig, et fut l'un des philologues les plus importants de la seconde moitié du XIXe siècle.
Eduard Sievers est notamment connu pour avoir permis une redécouverte de traditions poétiques anciennes telles que le vieux Saxon et l'Anglo-Saxon, et pour être un des premiers chercheurs en linguistique à s'intéresser à la phonologie suprasegmentale.
On doit en outre à Eduard Sievers de nombreux articles et publications dans le journal Beiträge zur Geschichte der Deutschen Sprache und Literatur (de 1891 à 1906 et de 1924 à 1931), dans la revue Grundriss der Germanischen Philologie et dans l'Encyclopædia Britannica, principalement sur des sujets concernant la littérature en vieil anglais et les inscriptions runiques.

## Analyses poétiques
Eduard Sievers a suscité un intérêt international lors de la publication de ses Études rythmiques et mélodiques (en all.: Rythmische und melodische Studien), dans lesquels il étudie la mélodie dans les langues parlées. Recourant dans ses expériences à des sujets humains, il a élaboré une théorie selon laquelle dans les textes littéraires d'un auteur donné est insérée, consciemment ou inconsciemment, une mélodie qui est ensuite reproduite la même façon pour la plupart des lecteurs.
Dans le cadre d'une analyse de la poésie vieille saxonne et anglo-saxonne, Eduard Sievers a utilisé une gamme de cinq schémas d'analyse grâce auxquels il montre que la ligne poétique anglo-saxonne (ou, de manière plus spécifique, la demi-ligne) est successivement marquée puis non marquée, par exemple dans une suite accentuée/non accentuée/accentuée/non accentuée ou non accentuée/accentuée/non accentuée/accentuée. Cet apport qui peut sembler élémentaire a été significatif, car jusqu'alors les philologues peinaient à déterminer à quel endroit la ligne poétique commençait et se terminait. Dans sa forme écrite en effet, la poésie germanique indique rarement le début et la fin d'une ligne.
Par ailleurs, même s'il paraissait clair que certains mots étaient de plus grande importance que d'autres et se devaient donc d'être marqués, il y avait peu de limitations sur la longueur des séquences non accentuées, ce qui rendait l'identification de la ligne poétique encore plus difficile. Dans les vers de Shakespeariens, par exemple, on trouve comme ligne poétique typique:
| It is the east and juliet’s the sun |
Ici, les syllabes accentuées et non accentuées se suivent en alternance. Mais dans le cas de la poésie anglo-saxonne, on pourra trouver des vers tels que:
| Lithi an thesaru lognu |
Dans cet exemple, cinq syllabes non accentuées séparent les deux syllabes accentuées [l]i et log. Sievers a examiné cette question en détail, en proposant les notions d'accent relatif et d'accent par opposition.
Plus tard, Sievers lui-même abandonnera ces notions en faveur de la Schallanalyse (en) ("analyse de sonorité"), un système basé sur des paramètres linguistiques en avance sur leur époque, qui ne purent être compris que par un petit cercle d'experts à sa suite.

## Théories linguistiques

### Premier modèle de la sonorité
C'est à Eduard Sievers que l'on doit la première théorie de la sonorité en linguistique (Grundzüge der Phonetik, 1901). Sievers énonce le fait que les différents "sons" se structurent dans le langage selon leur force sonore (Schallstärke). Cette force sonore tient de deux aspects de l'articulation des sons: la force de pression ("Druckstärke"), qui est la force avec laquelle un son est extrait des poumons, et l'intensité sonore (Schallfülle) que possède un son lors de son articulation. Ainsi, la force sonore d'un son linguistique correspond à :
« "[L]a mesure de l'intensité sonore absolue de chaque son linguistique dans leur manifestation particulière et leur mesure [...] dépendante de deux facteurs, l'intensité sonore et la force de pression," »
C'est l'intensité sonore des sons de la langue qui détermine leur place dans la syllabe, selon un ordre de succession croissant-décroissant. Ce qui déterminerait cet ordre d'apparition est pour Sievers une caractéristique inhérente des sons. Cependant, si tous les sons ont une intensité sonore propre, leur intensité sonore actualisée dans une syllabe peut varier.
Sievers ne va par la suite plus tant utiliser le terme de force sonore, mais plutôt se pencher sur l'intensité sonore pour proposer une hiérarchisation des sons selon leurs propriétés inhérentes. Ce faisant, Sievers est le premier à proposer une échelle de sonorité sur des bases scientifiques. Il affirme cependant ne pas avoir de certitude quant à l'intensité sonore actualisée des sons linguistiques dans le contexte syllabique. Il propose l'échelle de sonorité suivante:
voyelles ouvertes > voyelles fermées > liquides > nasales > fricatives (ou spirantes) > explosives (ou occlusives)

### Premiers développements de la linguistique générale
Eduard Sievers a été le premier néogrammairien à donner un accueil positif aux travaux pionniers de l'orientaliste William Dwight Whitney, qui remettaient en question l'origine génétique du langage telle la concevait l'école des Junggrammatiker à la suite d'August Schleicher. Ainsi, dans l'Encyclopædia Britannica de 1985, il attribue au chercheur américain d'avoir préparé les fondations du mouvement néogrammairien :
« Parmi ceux qui ont récemment le plus contribué à une évaluation plus correcte de l'analogie comme une force motrice dans le langage, le professeur Whitney doit être mentionné en première place, »
Ferdinand de Saussure, également issu du mouvement néogrammairien, concèdera à Whitney une influence encore plus capitale : il l'étend à sa  théorie du signe linguistique au chapitre « Mutabilité et immutabilité du signe » de son Cours de linguistique générale.

## Ouvrages
- Untersuchungen über Tatian. Halle, Buchhandlung des Waisenhauses, 1870 (Thèse de doctorat). [lire en ligne]
- Über den Einfluss der germanischen Sprachen auf die finnisch-lappischen: Eine sprachgeschichtliche Untersuchung. Halle, Buchhandlung des Waisenhauses, 1870. [lire en ligne]
- Der Heiland und die angelsächsische Genesis. Halle, 1875.
- Grundzüge der Lautphysiologie zur Einführung in das Studium der Lautlehre der indogermanischen Sprachen. Breitkopf & Härtel, Leipzig 1876. (4 éditions ultérieures en 1881, 1885, 1893 et 1901 sous le titre Grundzüge der Phonetik zur Einführung in das Studium der Lautlehre der indogermanischen Sprachen, édition identique)
- Altgermanische Metrik. 2e édition, Strasbourg, 1905.
- Metrische Studien. volumes I-IV. Leipzig, 1901–19.
- Grundzüge der Phonetik. Breitkopf und Härtel, Leipzig 1901.
- Rhythmisch-melodische Studien. (essais et comptes rendus de conférences) Winter, Heidelberg 1912.
- Angelsächsische Grammatik, 4e édition, Halle, 1921.
- Die Edda: klanglich untersucht, 1923.
- Ziele und Wege der Schallanalyse. Heidelberg, 1924.
- Die althochdeutschen Glossen. Volumes I-V. Berlin, 1879–1922. (avec E. Steinmeyr.)

## Liens
- (de) « Publications de et sur Eduard Sievers », dans le catalogue en ligne de la Bibliothèque nationale allemande (DNB).
- (de) Aperçu des cours par Eduard Sievers, dans le catalogue des professeurs de l'Université de Leipzig
- (de) Entrée dans le catalogue des professeurs de Leipzig
- (de) Entrée dans le catalogue des professeurs de Halle
- (de) Membre de la Société royale saxonne des Sciences à Leipzig
- Sievers E. (1870). Untersuchungen über Tatian. Thèse de doctorat. Halle: Buchdruckerei des Waisenhauses. (lire sur Google Books)
- Sievers E. (1870). Über den Einfluss der germanischen Sprachen auf die finnisch-lappischen: Eine sprachgeschichtliche Untersuchung. Halle: Buchhandlung des Waisenhauses, 1870. (lire sur Google Books)
- Sievers E. (1907). Beiträge zur Geschichte der deutschen Sprache und Literatur. Volume 22. Tübingen: Niemeyer. (lire sur Google Books)